# Giuzel Maniurowa
Giuzel Tagirowna Maniurowa (ros. Гюзель Тагировна Манюрова, ur. 24 stycznia 1978 w Sarańsku) – rosyjska zapaśniczka reprezentująca od 2010 roku Kazachstan. Trzykrotna medalistka olimpijska. W barwach Rosji na Igrzyskach w Atenach 2004, gdzie zdobyła srebrny medal. Od 2010 roku reprezentuje Kazachstan. Brązowy medal na Igrzyskach w Londynie 2012 (kategoria 72 kg) i srebrny w Rio de Janeiro 2016 (kategoria 75 kg).
Siedem razy brała udział w mistrzostwach świata. Była wicemistrzynią świata w 2012 i brązową medalistką mistrzostw w 2007 roku. Trzykrotna medalistka mistrzostw Europy w barwach Rosji oraz czterokrotna mistrzyni Azji w barwach Kazachstanu. Druga zawodniczka Igrzysk Azjatyckich w 2014 i trzecia w 2010 roku. Pierwsza w Pucharze Świata w 2007; szósta w 2011.
Mistrzyni Rosji w 2005 i 2007 roku.